# De Consolatione ad Polybium
De Consolatione ad Polybium ("Consolação a Políbio") é uma obra em latim do filósofo estoico Sêneca (4 a.C.-65 d.C.). É a terceira carta de consolação de Sêneca, escrita no ano 44 quando o filósofo se encontrava no exílio na ilha de Córsega para o qual fora enviado sob a acusação de adultério com Júlia Lívila, irmã de Calígula. As outras duas cartas de consolação para sua mãe e outra para Marcia, filha de um influente historiador romano.
A obra dirige-se a Políbio, Secretário particular do Imperador Cláudio, para consolá-lo sobre a morte de seu irmão. O ensaio contém a filosofia estoica de Sêneca, com particular atenção à inescapável realidade da morte. Embora seja sobre um assunto muito pessoal, o ensaio em si não parece particularmente empático ao caso específico de Políbio, dando uma visão mais ampla sobre a dor e o luto, sem nunca citar o nome do irmão falecido.
O texto é, sem dúvida, uma tentativa de Sêneca de conseguir seu retorno do exílio, usando boa parte do texto  para lisonjear e vergonhosamente bajular o Imperador Cláudio, ironicamente procurando atrair empatia para si mesmo no processo: “Eu forçaria algumas gotas a fluir destes olhos, exaustos como estão com o choro sobre as minhas próprias aflições domésticas, se isso pudesse ser de alguma utilidade para você.” (II, 1).
Estudiosos são unânimes na consideração de que Consolação a Políbio é uma adulação para que Políbio interceda junto a Cláudio em favor de Sêneca. Isso mostra um momento de fraqueza do filósofo já que Sêneca faz uso da dor alheia para tirar vantagens pessoais. Essa realidade não impede a obra de exemplificar uma das mais significativas faces do brilhante autor e de documentar lados menos explorados de sua personalidade histórica.

## Tema e estrutura
A carta começa com uma interpretação de Sêneca do significado de memeto mori, ajudando o amigo a colocar as coisas em perspectiva e fazendo referência à cosmologia estoica e sua ideia de que o universo é cíclico e que passa por séries de criação e destruição. Explica as posições dos fundadores do estoicismo Zenão, Cleantes e Crísipo.
A finalidade é dupla: lembrar a Políbio que seria soberba pensar que nosso próprio destino deve ser diferente do de qualquer outro, e também levar consolo com a compreensão do funcionamento do mundo.

## Trechos
“O que, de fato, já fez mãos mortais que não seja mortal? As sete maravilhas do mundo, e quaisquer maravilhas ainda maiores que a ambição de eras posteriores tenha construído, serão vistas um dia niveladas com o chão. Assim é: nada dura para sempre, poucas coisas duram até mesmo por muito tempo… todo esse universo, contendo deuses e homens e todas as suas obras, um dia será varrido e mergulhado uma segunda vez em sua escuridão e caos originais”. (I, 1-2)
“Você deve imitar os grandes generais em tempos de desastre, quando eles têm o cuidado de provocar um comportamento alegre e esconder as desgraças por uma alegria manipulada, de modo que, se os soldados vissem seu líder derrubado, eles mesmos ficariam desanimados”. (V, 2)

“Eu sei, de fato, que há alguns homens, cuja inteligência é mais áspera do que brava, que dizem que o homem sábio nunca choraria.” (XVIII, 5). “Deixe suas lágrimas fluírem, mas deixe-as um dia parar de fluir: lamente tão profundamente quanto você quiser, mas deixe seus lamentos cessarem um dia: regule sua conduta de modo que tanto filósofos quanto irmãos possam aprová-la.” (XVIII, 7)

#### Traduções
- Alexandre Pires Vieira. Consolação a Políbio. 2020, Montecristo Editora. ISBN 9781619651821, ASIN B08CCFGLZV.